# 1891年森林保护法
1891年森林保护法（英語：Forest Reserve Act of 1891）是美国的法律，该法允许美国总统从公有土地上指定一些地方成为森林保护区。该法律在本杰明·哈里森执政期间由美国国会通过。此后，哈里森指定了13 × 106英畝（53,000平方）的土地作为森林保护区；格罗弗·克利夫兰指定了25 × 106英畝（100,000平方），威廉·麦金莱指定了7 × 106英畝（28,000平方）。1907年出台的一部法律限制了总统将公有土地变为森林保护区的权利，并将现有的“森林保护区”全部改名为“美国国家森林”。1939年对该法的修订加入了西奥多·罗斯福总统对森林保护区、国家森林的新标准。